# Toyah Willcox
Toyah Ann Willcox, även känd som Toyah, född 18 maj 1958 i Kings Heath i Birmingham, West Midlands, är en brittisk sångare inom punkrock, poprock, rock och new wave, samt skådespelerska och programledare.

## Toyah
Toyah Willcox började som sångare i new wave-gruppen Toyah 1977. Genombrottet inom musiken kom i början på 1980-talet, med låtar som "It's a Mystery", ”I Want to Be Free” och "Thunder in the Mountains", vilka slog igenom i den engelska radion 1981 och placerade sig i topp 10 på UK Singles Chart, den brittiska singellistan. Det samma år utgivna albumet Anthem placerade sig på andra plats på UK Albums Chart, den brittiska albumlistan. I slutet av 1983 lämnade Willcox gruppen Toyah för att satsa på en solokarriär.

## Senare karriär
Willcox har som skådespelare medverkat både i filmer och tv-serier. Hon har även medverkat i olika tv-program, dels i underhållningsprogram och dokumentärer som sig själv, och dels i tv-shower som programledare. Hon har också varit berättarröst i barnprogram som Teletubbies och Brum.
Toyah gifte sig 1986 med gitarristen Robert Fripp från King Crimson och de bor i Worcestershire i England. De bildade gruppen Sunday All Over the World. Toyah har även lanserat sitt eget make-up-märke som inte är testat på djur.

## Utmärkelser
- 1982 Englands bästa sångerska – British Rock & Pop Awards

## Diskografi (urval)
Studioalbum
- 1979 – Sheep Farming in Barnet
- 1980 – The Blue Meaning
- 1981 – Anthem
- 1982 – The Changeling
- 1983 – Love Is the Law
- 1985 – Minx
- 1987 – Desire
- 1988 – Prostitute
- 1991 – Ophelia's Shadow
- 1994 – Take the Leap!
- 1994 – Dreamchild
- 1995 – Looking Back
- 1996 – The Acoustic Album
- 2003 – Velvet Lined Shell

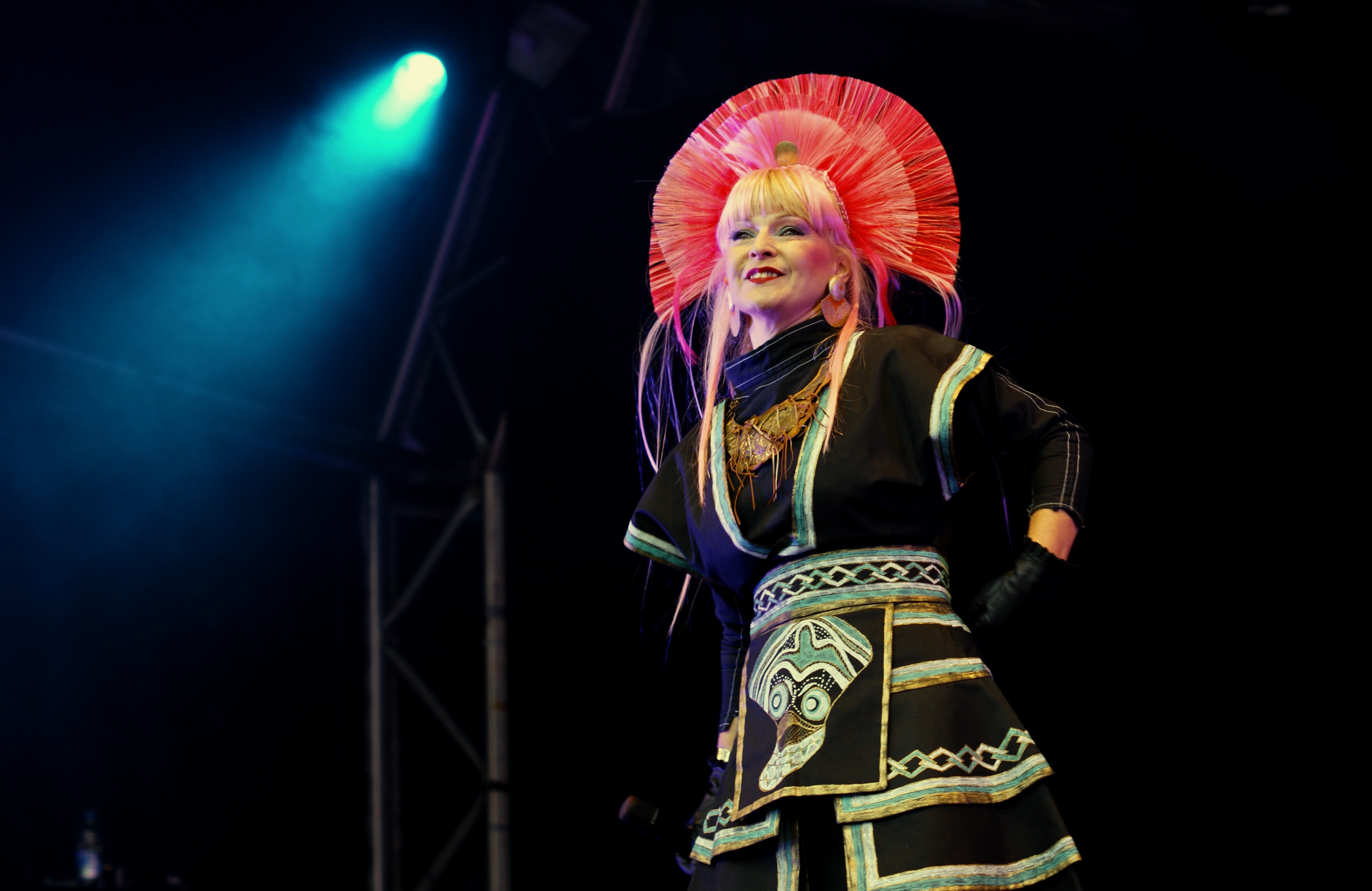
Toyah Willcox 2011.

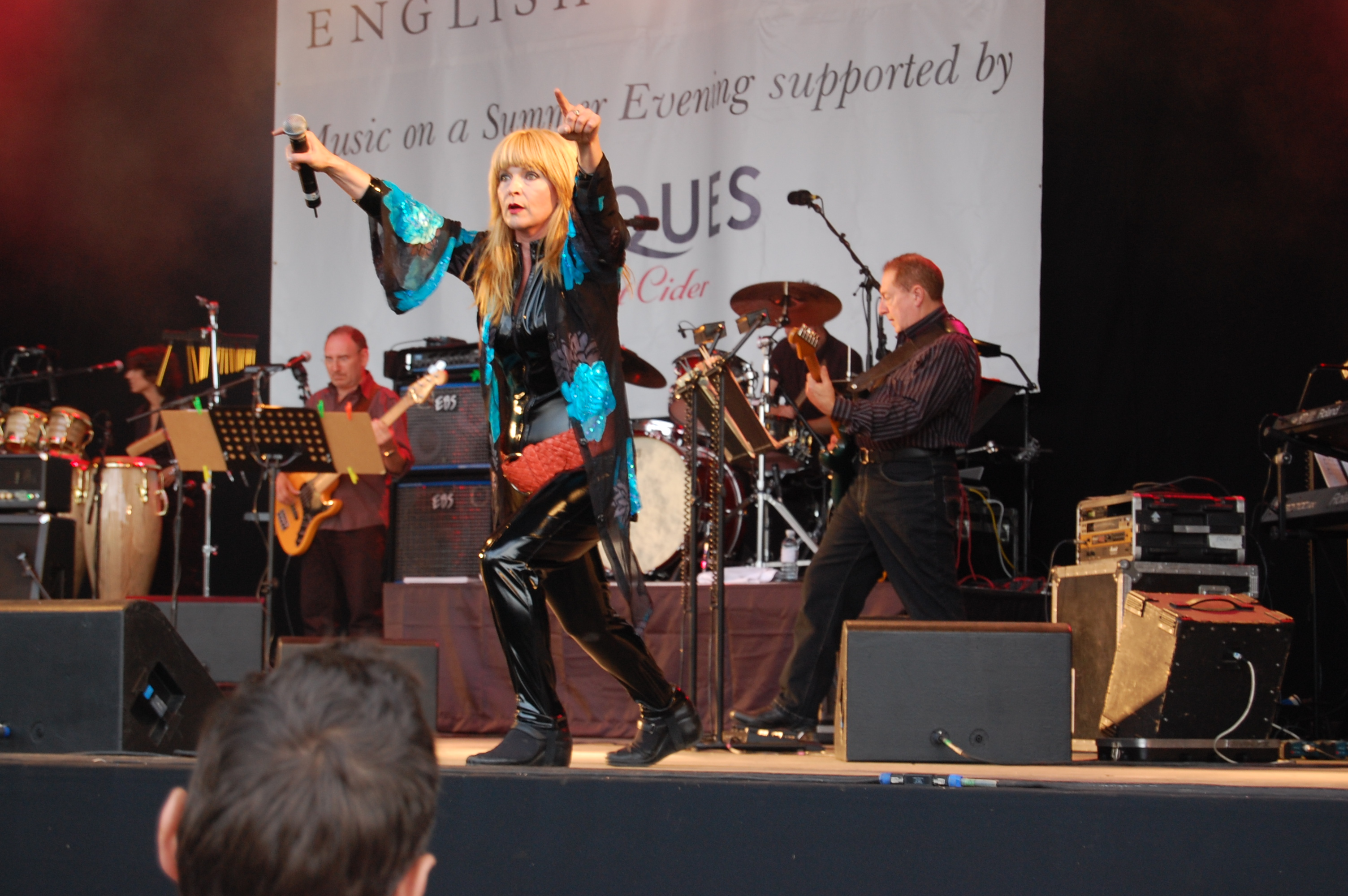
Toyah Willcox 2006.

- 2008 – In the Court of the Crimson Queen

Livealbum
- 1981 – Toyah Toyah Toyah
- 1982 – Warrior Rock - Toyah on Tour

Singlar/EP (topp 30 på UK Singles Chart)
- 1981 – Four from Toyah (EP) (#4)
- 1981 – "I Want to Be Free" (#8)
- 1981 – "Thunder in the Mountains" (#4)
- 1981 – Four More from Toyah (EP) (#14)
- 1982 – "Brave New World" (#21)
- 1982 – "Be Proud Be Loud (Be Heard)" (#30)
- 1983 – "Rebel Run" (#24)
- 1985 – "Don't Fall in Love (I Said)" (#17)

Samlingsalbum
- 1984 – Toyah! Toyah! Toyah! (samlingsalbum)
- 1985 – Mayhem
- 1994 – Best of Toyah
- 1997 – The Very Best of Toyah
- 1998 – Live & More: Live Favourites and Rarities
- 1998 – Proud, Loud & Heard: The Best of Toyah
- 2005 – The Safari Records Singles Collection Part 1: 1979–1981
- 2005 – The Safari Records Singles Collection Part 1: 1981–1983
- 2008 – Good Morning Universe – The Very Best of Toyah

Samarbeten
- 1986 – The Lady or the Tiger? (med Robert Fripp)
- 1991 – Kneeling at the Shrine (med Sunday All Over the World)
- 1993 – Kiss of Reality (med Kiss of Reality)
- 1997 – Cabaret (med Nigel Planer)
- 2009 – We Are the Humans (med The Humans)
- 2009 – This Fragile Moment (med This Fragile Moment)
- 2009 – Vampires Rock (med Steve Steinman)
- 2011 – Sugar Rush (med The Humans)
- 2014 – Strange Tales (med The Humans)

## Videografi (urval)
- 1981 – Toyah at the Rainbow (live)
- 1982 – Good Morning Universe (live)
- 1984 – Toyah! Toyah! Toyah! (videor & live)
- 2005 – Wild Essence – Live in the 21st Century (live)

## Filmografi (urval)
- 1977 – Jubilee av Derek Jarman, där Toyah Willcox har rollen som Mad.
- 1979 – Quadrophenia (The Who) av Franc Roddam, där Toyah Willcox har rollen som Monkey.
- 1979 – The Corn is Green av George Cukor (tv), där Toyah Willcox har rollen som Bessie Watty.
- 1979 – Stormen av Derek Jarman, där Toyah Willcox har rollen som Miranda.
- 1980 – Toyah – a documentary av BBC.